# Нголепус, Джозеф
Джозеф Нголепус — кенийский легкоатлет, бегун на длинные дистанции. Победитель Берлинского марафона 2000 года с результатом 2:08.49. Бронзовый призёр Лондонского марафона в 2003 году. В этом же году стал победителем полумарафона CPC Loop Den Haag, показав время 1:00.53 и занял 12-е место на Чикагском марафоне. В 2006 году занял 5-е место на Берлинском полумарафоне.
Последним спортивным сезоном в карьере стал 2011 года. Он выступил на 3-х крупных соревнованиях. Занял 15-е место на Берлинском полумарафоне — 1:03.58. Принял участие в Пражском марафоне, однако не смог закончить дистанцию. 6 августа занял 3-е место на Омском марафоне — 2:25.41.